# Convenzione per evitare la doppia imposizione
Le convenzioni internazionali contro la doppia imposizione sono uno strumento di politica internazionale tributaria necessarie ad evitare il fenomeno per cui lo stesso presupposto sia soggetto due volte a tassazione in due diversi Stati.
Le convenzioni regolano infatti i rapporti tributari tra i soggetti che operano negli stati firmatari della convenzione e che sono collegati quindi agli stessi. Questo strumento ha lo scopo di evitare la tassazione del reddito sia nel paese in cui questo è stato prodotto sia nel paese di residenza del soggetto che lo ha prodotto. Come tutte le convenzioni internazionali, anche quelle contro la doppia imposizione hanno valore superiore alla legge nazionale e, nei casi in cui è previsto, prevalgono su questa, così che il giudice tributario sarà tenuto a disapplicare la normativa interna per applicare quanto previsto dalla convenzione.
Le convenzioni contro le doppie imposizioni sono molto importanti sotto alcuni profili:
- L’identificazione della residenza fiscale di persone fisiche ed enti societari;
- I criteri di territorialità dei redditi di fonte estera percepiti da parte di un soggetto residente in uno dei due stati contraenti;
- I metodi utilizzati per l’eliminazione della doppia imposizione giuridica/economica (principalmente metodo dell’esenzione o del credito di imposta);
- La possibilità di instaurare ruling internazionali per la risoluzione di problematiche fiscali specifiche che non trovano immediata soluzione.

## Storia delle convenzioni contro la doppia imposizione in Italia

### Il periodo tra le due guerre mondiali
La prima convenzione contro la doppia imposizione della storia italiana è stata sottoscritta il 6 aprile 1922 multilateralmente con gli stati di Austria, Ungheria, Regno di Jugoslavia, Polonia e Romania. Era caratterizzata dal principio secondo il quale la ripartizione del potere di imposizione tra lo stato in cui il reddito veniva prodotto e lo stato in cui risiedeva il beneficiario doveva essere effettuata ponendo una distinzione tra imposte indirette e dirette.
Le imposte indirette erano considerate di competenza dello stato nel quale si trovava il bene tassato, mentre quelle dirette erano tassate nel paese di residenza fiscale del contribuente, ovvero in quello nel quale era prestata l'attività nel caso di redditi da lavoro, introducendo così il concetto di stabile organizzazione.
Al fine di tutelare il contribuente era stabilito che, nel caso di doppia imposizione, questi poteva sporgere reclamo all'autorità fiscale dello stato in cui aveva la cittadinanza. Quando il reclamo veniva accolto, l'amministrazione finanziaria del proprio stato doveva contattare quella in cui il contribuente risiedeva per comporre la controversia.
Sulla base di questa prima convenzione, nel 1925 ne venne stipulata una successiva con la Germania, alla quale seguirono quelle con la Francia del 1930, e con il Belgio del 1931.

### Dal secondo dopoguerra
Dalla fine della seconda guerra mondiale l'Italia ha preso accordi, frutto di lunghi negoziati, con numerosi stati, tra i quali spicca la convenzione con gli USA del 1955. Il principale artefice dei nuovi accordi si rivelò l'organismo sovrananzionale OECE (poi diventato OCSE), che fissò un modello standardizzato di convenzione fiscale al fine di evitare la doppia imposizione.
Inoltre, con gli stati con cui non si rese possibile il raggiungimento di accordi fiscali completi, l'Italia stipulò diverse intese, sempre in ambito fiscale, nei settore delle navigazioni aerea e marittima, e dal 1989 aprì i negoziati con i paesi dell'ex blocco sovietico e della ex Jugoslavia, concludendo poi convenzioni maggiormente aderenti al modello OCSE rispetto a quelle risalenti a periodi precedenti.
Sono state sottoscritte convenzioni bilaterali con tutti gli stati appartenenti all'Unione europea e al G8, e complessivamente risultano stipulati 102 accordi, dei quali 83 ratificati e 78 in vigore.

## Tutte le convenzioni dello stato italiano contro la doppia imposizione
- Albania Tirana 12.12.1994 L. 21.05.1998, n.175
- Algeria Algeri 03.02.1991 L. 14.12.1994, n.711
- Argentina Roma 15.11.1979 L. 27.04.1982, n.282
- Australia Canberra 14.12.1982 L. 27.05.1985, n.292
- Austria Vienna 29.06.1981 L. 18.10.1984, n.762
- Bangladesh Roma 20.03.1990 L. 05.07.1995, n.301
- Belgio Roma 29.04.1983 L. 03.04.1989, n.148
- Brasile Roma 03.10.1978 L. 29.11.1980, n.844
- Canada Toronto 17.11.1977 L. 21.12.1978, n.912
- Cina Pechino 31.10.1986 L. 31.10.1989, n.376
- Cipro Nicosia 24.04.1974 L. 10.07.1982, n.564
- Corea del Sud Seul 10.01.1989 L. 10.02.1992, n.199
- Costa d'Avorio Abidjan 30.07.1982 L. 27.05.1985, n.293
- Danimarca Copenaghen 05.05.1999 L. 11.07.2002, n.745
- Ecuador Quito 23.05.1984 L. 31.10.1989, n.377
- Egitto Roma 07.05.1979 L. 25.05.1981, n.387
- Emirati Arabi Uniti Abu Dhabi 22.01.1995 L.28.08.1997, n.309
- Estonia Tallinn 20.03.1997 L.19.10.1999, n.427
- Etiopia Roma 08.04.1997 L. 19.08.2003, n.242
- Filippine Roma 05.12.1980 L. 28.08.1989, n.312
- Finlandia Helsinki 12.06.1981 L. 25.01.1983, n.38
- Francia Venezia 05.10.1989 L. 07.01.1992, n.20
- Georgia Roma 31.10.2000 L.11.07.2003, n.205
- Ghana Accra 19.02.2004 L. 06.02.2006, n.48
- Germania Bonn 18.10.1989 L. 24.11.1992, n.459
- Giappone Tokyo 20.03.1969 L. 18.12.1972, n.855
- Grecia Atene 03.09.1987 L.30.12.1989, n.445
- India New Delhi 19.02.1993 L. 14.07.1995, n.319
- Indonesia Giacarta 18.02.1990 L. 14.12.1994, n.707
- Irlanda Dublino 11.06.1971 L. 09.10.1974, n.583
- Israele Roma 08.09.1995 L. 09.10.1997, n.371
- Jugoslavia Ex (1) Belgrado 24.02.1982 L. 18.12.1984, n.974
- Kazakhistan Roma 22.09.1994 L. 12.03.1996, n.174
- Kuwait Roma 17.12.1987 L. 07.01.1992, n.53
- Lituania Vilnius 04.04.1996 L.09.02.1999, n.31
- Lussemburgo Lussemburgo 03.06.1981 L.14.08.1982, n.747
- Macedonia Roma 20.12.1996 L. 19.10.1999, n.482
- Malaysia Kuala Lumpur 28.01.1984 L. 14.10.1985, n.607
- Malta La Valletta 16.07.1981 L. 02.05.1983, n.304
- Marocco Rabat 07.06.1972 L. 05.08.1981, n.504
- Mauritius Port Louis 09.03.1990 L. 14.12.1994, n.712
- Messico Roma 08.07.1991 L. 14.12.1994, n.710
- Mozambico Maputo 14.12.1998 L.23.04.2003, n.110
- Norvegia Roma 17.06.1985 L. 02.03.1987, n.108
- Nuova Zelanda Roma 06.12.1979 L. 10.07.1982, n.566
- Oman Mascate 06.05.1998 L. 11.03.2002, n.50
- Paesi Bassi L'Aja 08.05.1990 L. 26.07.1993, n.305
- Pakistan Roma 22.06.1984 L. 28.08.1989, n.313
- Polonia Roma 21.06.1985 L. 21.02.1989, n.97
- Portogallo Roma 14.05.1980 L. 10.07.1982, n.562
- Regno Unito Pallanza 21.10.1988 L. 05.11.1990, n.329
- Repubblica Ceca Praga 05.05.1981 L. 02.05.1983, n.303
- Repubblica Slovacca Praga 05.05.1981 L. 02.05.1983, n.303
- Romania Bucarest 14.01.1977 L. 18.10.1978, n.680
- Russia Roma 09.04.1996 L. 09.10.1997, n.370
- Senegal Roma 20.07.1998 L. 20.12.2000, n.417
- Siria Damasco 23.11.2000 L. 28.04.2004, n.130
- Singapore Singapore 29.01.1977 L. 26.07.1978, n.575
- Spagna Roma 08.09.1977 L. 29.09.1980, n.663
- Sri Lanka Colombo 28.03.1984 L. 28.08.1989, n.314
- Stati Uniti Roma 25.09.1999 L. 03.03.2009, n. 20
- Sudafrica Roma 16.11.1995 L. 15.12.1998, n.473
- Svezia Roma 06.03.1980 L. 04.06.1982, n.439
- Svizzera Roma 09.03.1976 L. 23.12.1978, n.943
- Tanzania Dar Es Salam 07.03.1973 L. 07.10.1981, n.667
- Thailandia Bangkok 22.12.1977 L. 02.04.1980, n.202
- Trinidad e Tobago Port of Spain 26.03.1971 L. 20.03.1973, n.167
- Tunisia Tunisi 16.05.1979 L. 25.05.1981, n.388
- Turchia Ankara 27.07.1990 L. 07.06.1993, n.195
- Ucraina Kiev 26.02.1997 L. 11.07.2002, n.169
- Uganda Kampala 06.10.2000 L. 10.02.2005, n.18
- Ungheria Budapest 16.05.1977 L. 23.07.1980, n.509
- Unione Sovietica Ex (1) Roma 26.02.1985 L. 19.07.1988, n.311
- Uzbekistan Roma 21.11.2000 L.10.01.2004, n.22
- Venezuela Roma 05.06.1990 L. 10.02.1992, n.200
- Vietnam Hanoi 26.11.1996 L. 15.12.1998, n.474
- Zambia Lusaka 27.10.1972 L.27.04.1982, n.286